# 39e cérémonie des AVN Awards
La 39e cérémonie des AVN Awards est un événement de remise de prix pornographique récompensant les meilleures actrices, acteurs, réalisateurs et films de l'industrie pour adultes en 2022. Pour la deuxième année consécutive, la cérémonie de remise de prix ainsi que les événements associés se sont déroulés dans un format numérique en raison de la continuité de la pandémie de Covid-19.

## Contexte
En raison de la pandémie de Covid-19 qui se poursuit et de l’apparition du variant Delta, AVN Media Network a annoncé le vendredi 17 septembre 2021 que la cérémonie et les événements associés se dérouleront, comme pour l’édition précédente, dans un format numérique, mais que les dates prévues, à savoir du 17 au 22 janvier 2022, seraient maintenues. Il a aussi été annoncé que l’édition de 2023, elle, devrait se tenir en présentielle à Las Vegas.
Tony Rios, le directeur général d’AVN a déclaré : « Alors que le pays semble se diriger dans la bonne direction avec sa réponse à la pandémie, nous sommes toujours dans une période où les choses évoluent avec le variant Delta, et cela présente beaucoup de défis logistiques avec la tenue d'un événement de la taille et de la portée uniques de l'AVN Show. » Il poursuit : « En raison de ces facteurs ainsi que des restrictions de voyage en cours qui empêchent la plupart de nos participants internationaux de venir au salon, nous avons pris la décision difficile de redevenir entièrement numérique en janvier et de revenir à un spectacle en personne à pleine capacité à Las Vegas en 2023. »

## Chronologie avant la cérémonie

### Modifications d’éligibilité
Dans un effort de continuité pour affiner ses exigences d’éligibilité au AVN Awards et pour s’adapter au mieux à l’évolution des tendances, AVN Media Network a annoncé apporter un certain nombre de modifications pour les catégories de la section Vidéo et Web qui entreront en vigueur dès les pré-nominations. Pour être éligible dans l'une des catégories Vidéo et Web, une production doit être disponible dans le commerce entre le 1er octobre 2020 et le 30 septembre 2021. Si une scène de sexe ou une featurette (moyen métrage) est publiée indépendamment à la fois en tant qu'œuvre autonome et dans le cadre d'une plus grande production avant ou à la date limite du 30 septembre, elle sera par défaut considérée comme faisant partie de la production plus importante à des fins d'attribution. Ces modifications concernent les catégories : films, Séries, Scènes et moyen métrage.
Pour être éligible à une nomination dans n'importe quelle catégorie reconnaissant les films, les scènes multiples ou les séries en cours, l'œuvre en question doit être commercialisée pendant la période d'éligibilité via au moins l'une des méthodes/plateformes de qualification suivantes :
- Pour les DVD : Ils doivent être disponible auprès d'un distributeur en gros et stocké auprès d'au moins trois grands détaillants en ligne, c'est-à-dire ceux qui proposent des titres de DVD d'au moins 60 producteurs/bannières de production actifs.
- Pour les sites de streaming/VOD : Ils doivent être défini comme un site Web tiers diffusant des productions d'au moins 60 producteurs/bannières de production actifs et proposant des abonnements mensuels payants et/ou des achats à la carte pour accéder au contenu.
- Pour les sites à abonnement : Ils doivent être défini comme un site Web détenu/exploité par la licence du studio, du producteur ou de la société mère détenant les droits de publication et toute la documentation associée pour la bibliothèque de contenu portant la bannière du site (et/ou celles de tout site/sous-site affilié), et offrant un accès illimité à tout le contenu qu'il héberge moyennant un abonnement mensuel payant.
- Pour les réseaux de diffusion par abonnement : Ils doivent être une chaîne payante par câble ou par satellite.

En complément de ces modifications, une des règles suivantes doit s'appliquer :
- 1re : Si elle est diffusée sur DVD, l'œuvre doit contenir un minimum de 3 scènes de sexe complètes et distinctement différentes de toute autre plateformes admissible au plus tôt à la première date du dernier cycle d'éligibilité aux récompenses (1er octobre 2019).
- 2e : Si elle est diffusée uniquement via une plateforme numérique/diffusion éligible (sans diffusion préalable via une autre plateforme éligible), l'œuvre doit contenir au moins 6 scènes de sexe complètes et distinctes, toutes diffusées pendant la période d’éligibilité.
- 3e : Si elle est diffusée sur 2 ou plusieurs plateformes numériques/diffusion éligibles, l'œuvre doit contenir au moins 3 scènes de sexe complètes et distinctes diffusées dans un format de présentation complet et assemblé via au moins l'une desdites plateformes et non diffusées auparavant via une autre plateforme éligible avant la première date du dernier cycle d'admissibilité aux récompenses (1er octobre 2019).

Pour être éligible à une nomination dans n'importe quelle catégorie de scènes de sexe ou de moyen métrage, une œuvre peut être publiée en tant que segment autonome et/ou dans le cadre d'une production plus importante via n'importe quelle plate-forme éligible, conformément aux directives suivantes :
- Si elle est soumise en tant que segment autonome, la scène ou le moyen métrage doit être uniquement publiée en tant que travail autonome pendant la période d'éligibilité actuelle.
- Si elle est soumise dans le cadre d'une production plus importante, la scène ou le moyen métrage doit avoir été initialement publiée sur une plate-forme de qualifié au plus tôt à la première date du dernier cycle d'éligibilité aux récompenses (1er octobre 2019) et n'avoir pas été prise en compte auparavant pour être promu aux AVN Awards.
- Toute scène de sexe ou moyen métrage publiée en tant que segment autonome de toute plateforme avant la première date du dernier cycle d'éligibilité aux récompenses (c'est-à-dire avant le 1er octobre 2019), et ensuite incluse dans une œuvre telle que décrite ci-dessus publiée pendant le cycle d'éligibilité en cours, n'est pas éligible pour être pris en considération dans aucune catégorie de scènes de sexe/moyens métrages.
- Tout travail en compétition pour les AVN Awards 2022 sera annulé de toute considération future pour les AVN Awards s'il est publié sur une plateforme éligible après le 30 septembre 2021.
- Les contenus publiés uniquement via des sites de clips, c'est-à-dire ceux qui offrent expressément du contenu généré par les utilisateurs sur la base du partage des revenus ne sont pas éligibles aux AVN Awards.

### Pré-nominations et nominations
L’ouverture aux pré-nominations a été ouverte le 2 septembre 2021 et s’est clôturée le 30 septembre 2021. Les pré-nominations permettent à tous les professionnels légitimes de l’industrie pour adultes à faire examiner les productions, les produits et tout autres travaux de l’année précédente dans l’optique d’être nommée définitivement pour concourir dans une catégorie des AVN Awards.
Les nominations définitives ont été annoncées via AVN Media Network le 19 novembre 2021 pour 93 catégories (120 avec le vote des fans) divisée en trois branches : web et vidéo, Produit plaisir et Détaillants,.

### Événements connexes
Tous les événements en amont de la cérémonie, à savoir les GayVn Awards (le 17 janvier 2022), l’AVN Novelty Expo et l’Adult Entertainement Expo (du 19 au 22 janvier 2022) ont eu lieu dans un format entièrement numérique. En raison de ce format inhabituel, ces événements ont été conçus pour maximiser l'interaction virtuelle entre les fans et les créateurs sur la plateforme AVNStars.com.

## Déroulement
La 39e cérémonie s’est déroulé dans la soirée du 22 janvier 2022 en partenariat avec MyFreeCams et a été présenté par Mia Malkova, actrice pornographique, et Mighty Emelia, webcameuse de MyFreeCams. Elle a été diffusée en streaming à partir de 20 h sur le site AVnAwards.com pour une durée totale de 90 minutes.
Plusieurs duplex en direct ont eu lieu pour recueillir les impressions des lauréats à Budapest, Fort Lauderale en passant par le Manoir Motley dans le quartier de Woodland Hills. Un duplex a également eu lieu chez Joanna Angel qui avait organisé un événement pour l’occasion.
Plusieurs personnalités de l’industrie pornographique ont été invitées sur le plateau télévisé ou en duplex pour annoncer les lauréats.
- Pour la remise du prix de la meilleure scène lesbienne et pour le prix de la nouvelle starlette internationale : Chloe Temple, Summer Vixen, Jill Kassidy.
- Pour la remise du prix du Nouveau Venu Masculin, du prix des fans de la camgirl préférée, du prix des fans du clip indépendant, du prix du meilleur acteur principale, du prix de l’interprète féminine internationale de l’année : April Olsen, Madison Summer, Anna Claire.
- Pour la remise du Prix Mark Stone de la comédie exceptionnelle et pour le prix de l’interprète MILF de l’année : Gianna Dior, Hime Marie, Kyle Mason.
- Pour la remise du prix des fans : Le cul le plus épique et pour le prix de la meilleure scène de sexe anale internationale : Vanna Bardot, Cody Steele, Ariel Demeure.
- Pour la remise du prix de la nouvelle meilleure starlette : Scarlit Scandal
- Pour la remise du prix du meilleur comédien trans et pour le prix du réalisateur de l’année : Savannah Bond, Robbie Echo, Tony Rios.
- Pour la remise du prix de la meilleure scène hétérosexuelle et pour le prix de l’interprète masculin de l’année : Pristine Edge, Victoria Voxxx, Gizelle Blanco.
- Pour la remise du prix de la meilleure promotion pour une star et pour le prix de la meilleure actrice principale : Venus Sky, Nathan Bronson, September Rain
- Pour la remise du prix de l’interprète féminine de l’année et pour le prix du meilleur film (Grand reel) : Mia Malkova et Mighty Emelia.

### Hommages
Un hommage a été rendu durant la cérémonie aux personnalités de l’industrie décédée depuis la dernière cérémonie : Jake Dams, Raven Bay, Jacquie Blu, Robbie D., Larry Flynt, Phil Harvey, Chris Johnson, Julius « JFK » Kedvessy, Jim Monroe, Victoria Paris, Joey Ray, Dahlia Sky, Dakota Skye, et Tegan Toxik.

## Lauréats

### Récompenses majeures
Les récompenses de l’interprète féminin et masculin de l’année ont été décernées pour la première fois respectivement à Gianna Dior et Tommy Pistol. Le prix de la meilleure nouvelle starlette est décerné à Blake Blossom. Le réalisateur Ricky Greenwood remporte également pour la première fois le prix du réalisateur de l’année,.
Les noms en gras suivie d’une ☆ désignent les lauréats :
| Interprète féminine de l’année | Interprète masculin de l'année |
| --- | --- |
| - Gianna Dior ☆ - Emma Hix - Kenna James - Kira Noir - Kenzie Reeves - Scarlit Scandal - Alexis Tae - Angela White - Jane Wilde - Emily Willis - Aiden Ashley - Vanna Bardot - Lulu Chu - Avery Cristy - Gia Derza | - Tommy Pistol ☆ - Mick Blue - Dante Colle - Xander Corvus - Charles Dera - Manuel Ferrara - Oliver Flynn - Seth Gamble - Quinton James - Isiah Maxwell - Ramon Nomar - Jax Slayher - Codey Steele - Michael Stefano - Zac Wild |
| Interprète lesbienne de l’année | MILF de l'année |
| - Serene Siren ☆ - Aislin - Lena Anderson - Blue Angel - Jade Baker - Jayden Cole - Karlee Grey - Kendra James - Eva Long - Madi Meadows - Milana Ricci - Sabina Rouge - Scarlett Sage - Charlotte Stokely - Eve Sweet | - Alexis Fawx ☆ - Casca Akashova - Britney Amber - Bridgette B. - Penny Barber - Rachael Cavalli - Cherie DeVille - Reagan Foxx - Brandi Love - Lexi Luna - Kit Mercer - London River - Sheena Ryder - Silvia Saige - Dee Williams |
| Meilleure nouvelle starlette | Meilleur nouvel arrivant |
| - Blake Blossom ☆ - Anna Claire Clouds - Destiny Cruz - Kayley Gunner - Lily Larimar - Coco Lovelock - Maddy May - April Olsen - Freya Parker - Kylie Rocket - Sera Ryder - Maya Woulfe - Angel Youngs - Alina Ali - Gizelle Blanco | - Anton Harden ☆ - James Angel - Tyler Cruise - Damion Dayski - Troy Francisco - David Lee - Berry McKockiner - Jimmy Michaels - Anthony Pierce - Jack Rippher |
| Meilleure actrice principale | Meilleur acteur principal |
| - Kenna James, Under the Veil, MissaX ☆ - Aiden Ashley dans Blue Moon Rising de MissaX - Casey Calvert dans Primary Season 2 de Lust Cinema - Gianna Dior dans '’Psychosexual de Vixen Media Group - Aila Donovan dans '’Toxic de Sweet Sinner/Mile High - Ana Foxxx dans Sweet Sweet Sally Mae de Adult Time/Pulse - Mariska dans '’Betrayal de Dorecl/Pulse - Maitland Ward dans Muse Season 2 de Deeper - Jane Wilde dans '’Succubus de BurningAngel Entertainment - Emily Willis, Influence Emily Willis, Vixen Media Group | - Tommy Pistol dans Under the Veil de MissaX ☆ - Mick Blue dans Tell Her de Deeper/Pulse - Dante Colle dans Casey: A True Story de Adult Time - Xander Corvus dans Survive the Night de Digital Playground/Pulse - Duke Daybreak dans Ink Motel 3 de AltErotic/Stunner - Seth Gamble dans Gods & Sinners de Wicked Pictures - Small Hands dans '’Succubus de BurningAngel Entertainment - Quinton James dans '’Toxic de Sweet Sinner/Mile High - Scott Nails dans Kill Code 87 de Digital Playground/Pulse - Derrick Pierce dans Primary Season 2 de Lust Cinema |
| Meilleure actrice dans un court-métrage | Meilleur acteur dans un court-métrage |
| - Lacy Lennon dans Black Widow XXX: An Axel Braun Parody de Wicked Comix ☆ - Siri Dahl dans Third Wheel de Pure Taboo - Elena Koshka dans Something Borrowed de MissaX - Melody Marks dans My New Family de AllHerLuv - Kenzie Reeves dans Her Spitting Image de Pure Taboo - Jessie Saint dans Quarantine, Up to and Including Her Limits de Deeper/Pulse - Violet Starr dans The Scheme de A POV Story - Victoria Voxxx dans One Man's Trash de Pure Taboo - Mona Wales dans Worth the Trouble de Deeper - Maya Woulfe dans '’Spark de Lust Cinema | - Tommy Pistol dans Second Chance de MissaX ☆ - Nathan Bronson dans The Scheme de A POV Story - Dante Colle dans '’Spark de Lust Cinema - Xander Corvus dans Fashionista Provocateuse de Digital Playground - Seth Gamble dans Black Widow XXX: An Axel Braun Parody de Wicked Comix - Steve Holmes dans Deny It All You Want de Pure Taboo - Brad Newman dans Her Spitting Image de Pure Taboo - Pierce Paris dans The Widow de Pure Taboo - Will Pounder dans Can Never Make It Up to You de Pure Taboo - Codey Steele dans The Cure de MissaX/Pulse |
| Meilleure nouvelle starlette internationale | Interprète transsexuelle de l'année |
| - Romy Indy ☆ - Lilly Bella - Sonya Blaze - Emelie Crystal - Serina Gomez - Eden Ivy - Stefany Kyler - Lottie Magne - Venera Maxima - Freya Mayer - Clara Mia - Sia Siberia - Ariana Van X - Agatha Vega - Taylee Wood | - Jade Venus ☆ - Jexxxica Blake - Dahlia Crimson - Ariel Demure - Evie Envy - Kalli Grace - Gracie Jane - Pixi Lust - Rubi Maxim - Lola Morena - Paradise - Flowergoth Roze - Sabina Steele - Izzy Wilde - Kate Zoha |
| Interprète féminine internationale de l'année | Interprète masculin international de l'année |
| - Little Caprice ☆ - Ginebra Bellucci - Anna de Ville - Cassie del Isla - Clea Gaultier - Angelika Grays - Tina Kay - Cherry Kiss - Jia Lissa - Baby Nicols - Kaisa Nord - Liya Silver - Sybil - Rebecca Volpetti - Zaawaadi | - Alberto Blanco ☆ - Sam Bourne - Tommy Cabrio - Kristof Cale - Christian Clay - Raul Costa - Charlie Dean - Dorian del Isla - Erik Everhard - Maximo Garcia - Angleo Godshack - Freddy Gong - Vince Karter - Joss Lescaf - Steve Q |
| Interprète transsexuelle de l'année | Film de l’année (Grand Reel) |
| - Casey Kisses ☆ - Melanie Brooks - Erica Cherry - Korra Del Rio - Aubrey Kate - Nicole Knight - Lianna Lawson - Natalie Mars - Ivory Mayhem - Lena Moon - Roxxie Moth - Angelina Please - Emma Rose - Daisy Taylor - Crystal Thayer | - Casey: A True Story de Adult Time ☆ - Blue Moon Rising de MissaX - Kill Code 87 de Digital Playground/Pulse - Love, Sex & Lawyers de Adam & Eve Pictures - Muse Season 2 de Deeper - Primary Season 2 de Lust Cinema - '’Psychosexual de Vixen Media Group - Survive the Night de Digital Playground/Pulse - '’Toxic de Sweet Sinner/Mile High - Under the Veil de MissaX |
| Meilleure scène lesbienne | Meilleure scène hétérosexuelle |
| - Light Me Up, Explicit Acts de Slayed avec Vanna Bardot et Emily Willis ☆ - Bad Company, Auditions’’ de Deeper/Pulse avec Riley Reid et Ryan Reid - Digital Flesh: Episode 2 de Digital Playground/Pulse avec Gianna Dior et Lacy Lennon - Girls Lovin’ Girls 2 – Scene 3 de Digital Sin avec Jane Wilde et Violet Starr - I Love You, You're Fired – Scene 1 de Lust Cinema avec Charlotte Sins & Brooklyn Gray - The Lesbian Study Pt. 1 de AllHerLuv avec Evelyn Claire et Scarlit Scandal - The Morning After, Black Lesbian Seductions 3 de West Coast Productions avec Alina Ali et Nicole Kitt - Net Skirts 24.0 – Scene 4 de Girlfriends Films avec Izzy Lush et Jazmin Luv - Primary Season 2 – Episode 6 de Lust Cinema avec Kira Noir et Victoria Voxxx - The Seductive Art of Massage – Scene 4 de Sweetheart/Mile High avec Aidra Fox et Naomi Swann | - Psychosexual Part 1’’ de Blacked Raw/Vixen avec Gianna Dior et Troy Francisco ☆ - Blue Moon Rising Pt. 1 de MissaX avec Aiden Ashley & Dante Colle - Bubble Butt Nympho Anna Claire Clouds de Jules Jordan Video avec Anna Claire Clouds et Manuel Ferrara - The Cure Pt. 3 de MissaX/Pulse avec Mona Wales et Codey Steele - Freshly Squeezed, V44 de Blacked Raw/Pulse avec Coco Lovelock et Isiah Maxwell - Great Day for a Stroll on South Beach With Vina Sky, Flesh Hunter 15 de Jules Jordan Video avec Vina Sky & Jules Jordan - Influence Emily Willis Part 3 de Vixen Media Group avec Emily Willis et Manuel Ferrara - Reason, Good Girls de Deeper/Pulse avec Avery Cristy & Manuel Ferrara - The Red Room – Scene 3 de Wicked Pictures avec Kenna James et Seth Gamble - Slayher Spanks Scarlit, Black Beauties 3, All Black X/O.L de Entertainment avec Scarlit Scandal & Jax Slayher |
| Meilleure cinématographie | Meilleur montage |
| - Mistress Maitland 2 pour Deeper/Pulse de Set Walker ☆ - Blue Moon Rising pour MissaX de Matt Holder - Casey: A True Story pour Adult Time de Mike Quasar et David Lord - Consumed by Desire 2 pour Bellesa/Mile High de Steve Matts et Ralph Parfait - Fantasy Roleplay 5, Erotica X/O.L pour Entertainment de James Avalon - '’Glamcore pour Wicked Pictures de Axel Braun et Chris Alessandra - Kill Code 87 pour Digital Playground/Pulse de Francois Clousot - One Night in Barcelona pour Dorcel/Pulse de Alis Locanta - Primary Season 2 pour Lust Cinema de Bryn Pryor - Top Girls pour Jacquie & Michel Elite de Pascal Luka | - Psychosexual pour Vixen Media Group de Gabrielle Anex ☆ - Black Widow XXX: An Axel Braun Parody pour Wicked Comix de Axel Braun - Blue Moon Rising pour MissaX de Jess X et Missa X - Casey: A True Story pour Adult Time de Angelo Poirier - I Am Aubrey pour Evil Angel Films de John Stagliano - Love, Sex & Lawyers pour Adam and Eve Pictures de Hollywood Max - Muse Season 2 pour Deeper de Duboko - Primary Season 2 pour Lust Cinema de Bryn Pryor - Red Light Arena pour Digital Playground/Pulse de Margot Misandry, Papa McMuffin et Alexplose - Sweet Sweet Sally Mae pour Adult Time/Pulse de Sean Aitch |
| Meilleure actrice dans un second rôle | Meilleur acteur dans un second rôle |
| - Kira Noir dans Casey: A True Story de Adult Time ☆ - Brooklyn Gray dans Blue Moon Rising de MissaX - Ryan Keely dans '’Matriarch de Digital Playground/Pulse - Helena Locke dans Under the Veil de MissaX - Misha Montana dans Ink Motel 3 de AltErotic/Stunner - Jessa Rhodes dans Kill Code 87 de Digital Playground/Pulse - Scarlett Sage dans Written in the Stars de AllHerLuv/Pulse - Charlotte Stokely dans Under the Veil de MissaX - Misty Stone dans Sweet Sweet Sally Mae de Adult Time/Pulse - Victoria Voxxx dans Primary Season 2 de Lust Cinema | - Tommy Pistol dans Casey: A True Story de Adult Time ☆ - A.J., Muse Season 2, Deeper - Stirling Cooper, Survive the Night, Digital Playground/Pulse - Charles Dera, Casey: A True Story, Adult Time - Manuel Ferrara, Muse Season 2, Deeper - Oliver Flynn, Psychosexual, Vixen Media Group - Steve Holmes, Under the Veil, MissaX - Ricky Johnson, Red Light Arena, Digital Playground/Pulse - Ryan Mclane, Toxic, Sweet Sinner/Mile High - Michael Vegas, Kill Code 87, Digital Playground/Pulse |

### Lauréats supplémentaire de la catégorie: web et vidéo
- Meilleur film anal ou série limitée : Angela Loves Anal 3, AGW/Girlfriends
- Meilleure série ou chaîne anale : V., Tushy Raw/Pulse
- Meilleure scène de sexe anal : Gianna Dior et Mick Blue dans Psychosexual Part 2 pour Tushy/Vixen
- Meilleur film d'anthologie ou série limitée : Auditions, Deeper/Pulse
- Meilleure série ou chaîne d’anthologie : Natural Beauties, Vixen/Pulse
- Meilleure direction artistique : Muse Season 2, Deeper
- Meilleur film BDSM ou série limitée : Diary of a Madman, Kink/Digital Sin
- Meilleure scène Blowbang : Savannah Bond dans Savannah Bond Beach Bikini Slut Sc. 2 pour Darkko/Evil Angel
- Meilleur film Curve Appeal ou série limitée : Rack Focus 2 pour Jules Jordan Video
- Meilleure réalisation – bannière/network : Jules Jordan pour Jules Jordan Video
- Meilleure réalisation - production internationale : Julia Grandi, Jia pour Vixen Media Group
- Meilleure réalisation - production narrative : Kayden Kross pour Psychosexual de Vixen Media Group
- Meilleure réalisation - production non narrative : Jules Jordan pour Flesh Hunter 15 de Jules Jordan Video
- Meilleure scène de sexe en double pénétration : Angela Loves Anal 3 – Scene 4 pour AGW/Girlfriends avec Angela White, Michael Stefano et John Strong
- Meilleur court-métrage : Black Widow XXX: An Axel Braun Parody pour Wicked Comix
- Meilleure scène de sexe à quatre / orgie : Marica Hase, Lulu Chu, Scarlit Scandal, Mona Wales, Destiny Cruz et Oliver Flynn dans Chaired pour Deeper
- Meilleure scène de gangbang : Influence Emily Willis Part 4 pour Blacked/Vixen avec Emily Willis, Rob Piper, Anton Harden, Isiah Maxwell et Tee Reel
- Meilleur film ou série limitée Gonzo / Compendium : Flesh Hunter 15 pour Jules Jordan Video
- Meilleure série ou chaîne Gonzo / Compendium : V., Blacked Raw/Pulse
- Meilleur film de sexe en groupe ou série limitée : Angela Loves Threesomes 3 pour AGW/Girlfriends
- Meilleur film Ingénue ou série limitée : Ripe 10 de Jules Jordan Video
- Meilleure série ou chaîne Ingénue : Bratty Sis de Nubiles
- Meilleure scène internationale de sexe anal : Jia Episode 4 de Tushy/Vixen avec Jia Lissa etChristian Clay
- Meilleure scène de sexe internationale garçon/fille : Give In, Vibes 3 de Vixen/Pulse avec Lexi Belle et Alberto Blanco
- Meilleure scène internationale de sexe en groupe : Better Together de Vibes 4 pour Vixen/Pulse avec Emily Willis, Little Caprice, Apolonia Lapiedra et Alberto Blanco
- Meilleure scène de sexe lesbienne internationale : Caprice Divas Luscious de Little Caprice Dreams avec Little Caprice et Lottie Magne
- Meilleure production internationale : One Night in Barcelona de Dorcel/Pulse
- Meilleure scène lesbienne de sexe en groupe : We Live Together Season 1 – Episode 4: Saying Goodbye pour Reality Kings/Pulse avec Gina Valentina, Emily Willis, Gia Derza & Autumn Falls
- Meilleur film lesbien ou série limitée : TIE - Lesbian Ghost Stories 5 de Girlfriends Films and Sweet Sweet Sally Mae pour Adult Time/Pulse
- Meilleure série ou chaîne lesbienne : Women Seeking Women de Girlfriends Films
- Meilleur maquillage  : Pour Blue Moon Rising de MissaX : Alexxx Moon
- Meilleure série ou chaîne fantastique MILF / âge moyen : Manuel Is a MILF-o-Maniac de Jules Jordan Video
- Meilleur film MILF ou série limitée : MILF Performers of the Year 2021 de Elegant Angel Productions
- Meilleur film fantastique ou série limitée d'âge mixte : Moms Teach Sex 26 de Nubiles/Pulse
- Meilleure nouvelle bannière de production : Slayed
- Meilleur film catégorisé ou série limitée : Choked and Soaked 5 de Belladonna/Evil Angel
- Meilleure série ou chaîne catégorisé : Teen Creampies de Hard X/O.L. Entertainment
- Meilleure performance non sexuelle : Derrick Pierce dans Casey: A True Story de Adult Time
- Meilleure série ou chaîne de sexe orale : Swallowed de Lit Up/Evil Angel
- Meilleure scène de sexe oral : Oral Queens Riley Reid and Skin Diamond Give Spit Filled Sloppy BJ de Jules Jordan Video avec Riley Reid, Skin Diamond & Winston Burbank
- Meilleure scène de sexe en POV (Point de vue) : Kenzie Reeves Is Out of This World de MrLuckyPOV avec Kenzie Reeves et Mr Lucky
- 'Meilleur Scénario : Casey: A True Story de Adult Time avec Casey Kisses, Joanna Angel & Shawn Alff
- Meilleur Scénario pour un court-métrage : Black Widow XXX: An Axel Braun Parody pour Wicked Comix de Axel Braun
- Meilleure performance solo/tease : Angela Loves Threesomes 3 – Scene 1 de AGW/Girlfriends avec Angela White et Gabbie Carter
- Meilleure bande son : Casey: A True Story de Adult Time
- Meilleure vitrine d’une star : Influence Emily Willis de Vixen Media Group
- Meilleur film ou série limitée sur les relations taboues : Family Cheaters de Family Sinners/Mile High
- Meilleure scène de sexe en équipe : Psychosexual Part 4 de Blacked/Vixen avec Gianna Dior, Rob Piper et Jax Slayher
- Meilleur comédienne – Trans/X : Casey Kisses dans Casey: A True Story de Adult Time
- Meilleure scène de sexe à trois : Another Person de Deeper avec Vanna Bardot, Avery Cristy & Oliver Flynn
- Meilleure scène de sexe en groupe trans : Succubus – Part 4 de BurningAngel Entertainment avec Aubrey Kate, Jane Wilde et Small Hands
- Meilleur film trans ou série limitée : I Am Aubrey de Evil Angel Films
- Meilleure scène de sexe trans en tête-à-tête : Succubus – Part 1 de BurningAngel Entertainment avec Aubrey Kate et Small Hands
- Meilleure série ou chaîne Trans : TS Taboo pour TransSensual/Mile High
- Meilleure scène de sexe en réalité virtuelle : Star Wars The Mandalorian: Ahsoka Tano A XXX Parody de VRCosplayX avec Alexis Tae et Nathan Bronson
- Titre intelligent de l’année : Invading Uranus de Evil Angel
- Entreprise grand public de l’année : Age of Regret (Music Album), Small Hands
- Prix Mark Stone de la comédie exceptionnelle : Black Widow XXX: An Axel Braun Parody pour Wicked Comix
- Scène de sexe la plus scandaleuse : Anal Slime Bath de Secret Crush/Evil Angel avec Scarlet Chase
- Réalisateur de l’année : Ricky Greenwood
- Interprète catégorisé de l’année : Daisy Ducati

### Lauréats de la catégorie: Produits plaisir
- Meilleur fabricant d’améliorations : Wicked Sensual Care
- Meilleur fabricant d’objets fétichiste : Sportsheets
- Meilleure ligne de lingerie ou de vêtements : Envy Menswear
- Meilleure marque de lubrifiant : System Jo
- Meilleur fabricant de produits de plaisir - Grande : CalExotics
- Meilleur fabricant de produits de plaisir - Intermédiaire : OhMiBod
- Meilleur fabricant de produits de plaisir - Petit : VUSH

### Lauréats de la catégorie: Détaillants
- Meilleur Boutique : Trystology, Ventura, Canada
- Meilleure chaîne de vente au détail - grande : Romantix
- Meilleure chaîne de vente au détail - moyenne : Good Vibrations
- Meilleure chaîne de vente au détail - petite : Chi Chi LaRue’s
- Meilleur magasin de détail en ligne : Bellesa Boutique

### Lauréats de la catégorie: Votes des fans
- Star du porno féminine préférée : Angela White
- Seins les plus spectaculaires : Angela White
- Le cul le plus épique : Abella Danger
- MILF la plus chaude : Kendra Lust
- Star des médias sociaux : Angela White
- Star du clip indé préférée : Eva Elfe
- Nouvelle venue la plus chaude : Blake Blossom
- Cosplayeur Cam préféré : Purple Bitch
- Couple webcameur préféré : 19chevrefeuille (alias Honey et Tom Christian)
- Dominatrice préférée : Brittany Andrews
- Star du porno trans préférée : Ella Hollywood
- Star du porno masculine préférée : Johnny Sins
- Cam girl préférée : Happy Yulia
- Star BBW préférée : BadKittyyy
- Star TransCam préférée : Casey Kisses
- Cam boy préféré : Arthur Eden alias Webcam God

## Intronisation à l’AVN Hall of Fame
Les intronisées de la promotion 2022 sont :
- Alexis Texas
- Charles Dera
- Derrick Pierce
- Gregory Dorcel
- India Morel
- Jackie White
- Jiro Takashima
- Julius “JFK” Kedvessy
- Justin Slayer
- Keiran Lee
- Kristina Rose
- Lacey Duvalle
- Lea Lexis
- Michael Klein
- Naomi Banxxx
- Phoenix Marie
- Rachel Starr
- Robert Blitt
- Ryan Conner
- Tommy Pistol
- Tori Black